# Baraeus granulosus
Baraeus granulosus är en skalbaggsart som först beskrevs av Stefan von Breuning 1938.  Baraeus granulosus ingår i släktet Baraeus och familjen långhorningar.
Artens utbredningsområde är:
- Kenya.
- Moçambique.

Inga underarter finns listade.